# Baunatal
Baunatal település Németországban, Hessen tartományban. Lakosainak száma 28 298 fő (2023. december 31.).

## Népesség
A település népességének változása:
| Lakosok száma | 27 617 | 27 704 | 27 750 | 27 915 | 27 906 | 28 339 | 28 298 |
|               | 2015   | 2017   | 2019   | 2020   | 2021   | 2022   | 2023   |